# Enrique Sola
Enrique Sola Clemente (Cascante, 25 de fevereiro de 1986) é um ex-futebolista profissional espanhol que atuava como atacante, seu último clube foi Athletic Bilbao.

## Carreira

### Osasuna
Nascido em Cascante, Reino de Navarra. Kike Sola, cresceu nas categorias de base, do Aluvion, Atl. Bilbao e no CA Osasuna. Primeiramente atuou entre 2005 e 2007 na equipe B do Osasuna.
Ele fez sua estreia como profissional na La Liga em 9 de Junho de 2007, em uma vitória de 5–0 fora de casa contra o Real Betis. No clube atuou até 2009, e teve dois empréstimos ao Numancia e aos gregos do Levadiakos, em 2009 e 2010 rescpectivamente.
Voltou atuar no Osasuna entre 2011 e 2013.

### Atlético de Bilbao
Em 2013 Sola assinou com o Athletic Bilbao com cinco anos de contrato, num contrato que ficou por 30 milhões de euros. Em sua primeira temporada, teve uma série lesão e só voltou no fim da temporada.</ref> he scored his first goal on 26 January 2014, closing the scoresheet in a 5–1 away win over former side Osasuna.
Mesmo após seu retorno, atuou pouco em Bilbao, e voltou a ser emprestado ao  Middlesbrough, Getafe CF e Numancia, este em 2017.
Em 1 de junho de 2018 citou uma "perda de motivação", e com 32 anos se retirou do futebol profissional.

## Títulos
Athletic Bilbao
- Supercopa da Espanha: 2015